# Сеньория

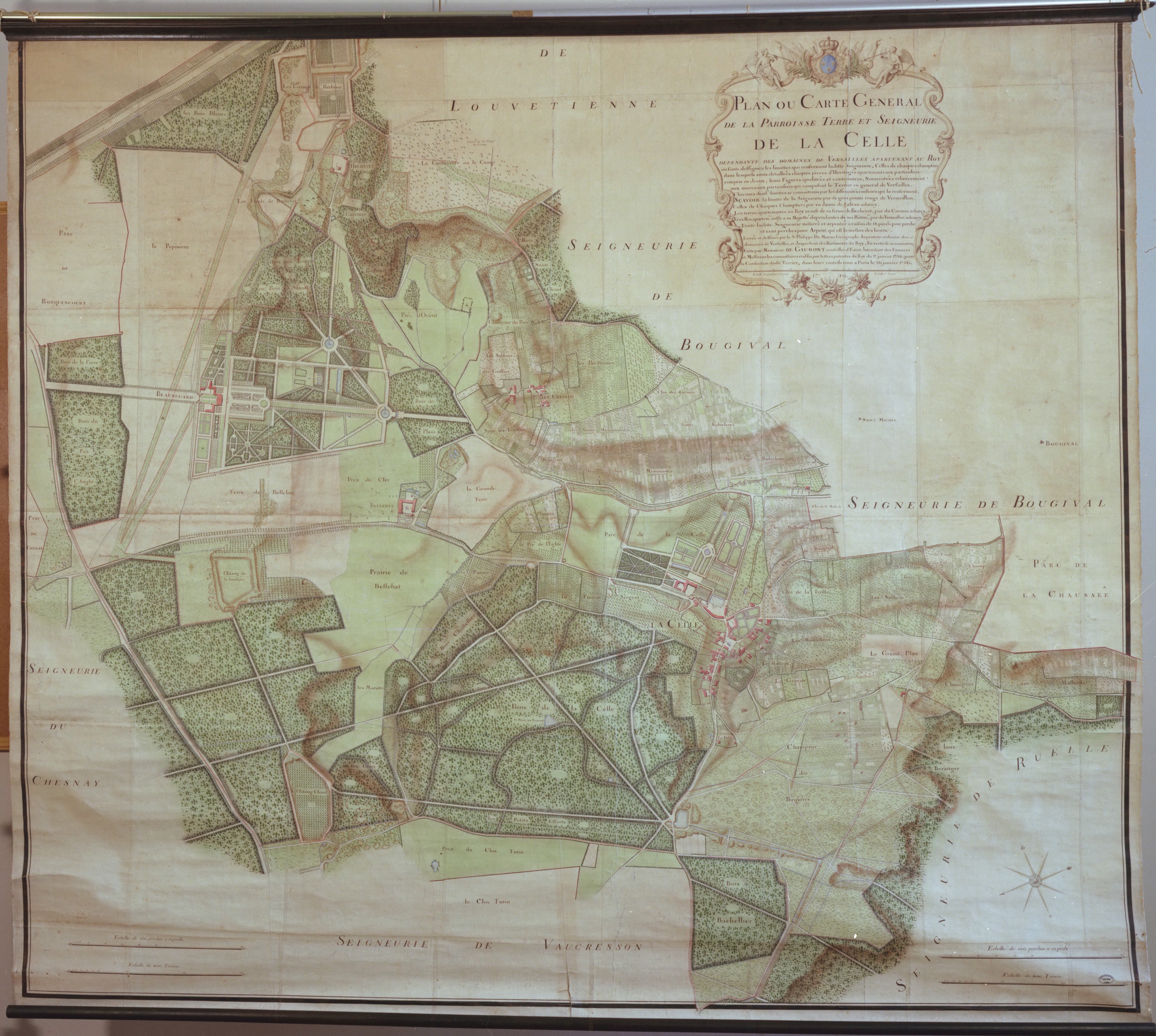
Земельные владения сеньории Сель (возле Сен-Клу)

Сеньория (фр. Seigneurie) — территориальное образование, широко распространённое в западной Европе в Средние века и в Новое время, в рамках которого функции хозяйственного и юридического управления закрепляются за физическим или юридическим лицом, которое при этом не наделяется непременными правами и обязанностями суверена. Сеньория по своей сути чётко отличается от феода и, наряду с аллодом, является одним из способов осуществления права сеньора.
Сеньорией является совокупность земельных участков, в границах которых осуществляется землевладение, сбор пошлин и выплата периодических платежей. Сеньория в некоторой степени унаследовала характерные особенности римской виллы периода поздней античности и в то же время является следствием раздробления публичной власти незадолго до 1000 года. Для средневековой знати сеньория стала способом приоритетного выделения, согласно которому средневековые аристократы получали возможность обеспечить своё экономическое, политическое и общественное превосходство. С другой стороны, ограничение исключительных прав, принадлежащих сеньору, стало средством укрепления власти государства в конце эпохи средневековья и в период новой истории.
По оценке, в XVIII веке во Франции имелось от 40 000 до 50 000 сеньорий.

## Определение
Сеньория является территорией, где расположено имение сеньора, а также замок и церковь. Сеньор наделяется правом облагать налогами, командовать вооружёнными силами, управлять органами правосудия и собирать подати. Земля, мельница, печь и замок принадлежат сеньору.
Начальное время зарождения сеньорий, как основы хозяйственной и юридической среды, установить трудно. Изучать систему регулирования и функционирования сеньорий можно только начиная с периода ведения в западной Европе письменных документов, то есть начиная с XII века.
Традиционно в историографии, в частности в исследованиях историка-медиевиста Жоржа Дюби, институт сеньорий разделяется на два типа — Земельная сеньория (фр. seigneurie foncière), то есть образованная в рамках крупного земельного участка, и Баналитетная сеньория, где главенствующим источником дохода сеньора являлись разнообразные баналитетные сборы с принудительным пользованием ресурсами сеньора.

### Сеньор
Обладатель сеньории носил титул «сеньор» (фр. seigneur); в большинстве случаев это было физическое лицо, принадлежащее к дворянскому сословию, но иногда сеньорией обладали и юридические лица, чаще всего церковные организации, к примеру аббатства, капитулы каноников или кафедральных соборов, а также военные ордена. Сеньор осуществлял свои полномочия, как правило, через представителей, важнейшим из которых был бальи. Суверен также мог носить титул сеньора; совокупность сеньорий, которыми он обладал, составляла королевский домен.
Титул сеньора также признавался, особенно в период Новой истории, за лицами, обладавшими почётными ленными владениями, которые не являлись сеньориями. Такие «сеньоры» иногда титуловались как «господин» (фр. sieur), не путать с титулом «сир» (фр. sire), который в эпоху средневековья также применялся для обращения к сеньору. Лицо, обладавшее набором цензив, носило титул сеньора-цензитария; а сеньор, обладавший правом вершения правосудия, носил титул сеньора-судьи. Титул приходского сеньора применялся к сеньорам, имевшим влияние, именно в качестве покровителя, над приходской церковью.
Виды владения сеньорией были различны: она могла быть фьефом, то есть передаваться одним лицом другому в обмен за службу, или аллодом, то есть без какого-либо обременения. Человек, предоставлявший фьеф другому человеку, назывался сеньором, даже если данный фьеф не являлся сеньорией, что приводило к путанице. В таких случаях для придания ясности можно было использовать выражение «феодал».

### Земельная сеньория
Сеньор — прямой или почётный владелец недвижимого имущества (земельных участков) своей сеньории.
Понятие абсолютной собственности тут не применялось, поскольку существовали иные основные пользователи, обладавшие имущественным правом в сеньории. В земельной сеньории чётко различались две совокупности: резерв, совокупность имущества, которое сеньор оставлял за собой для самостоятельного освоения, и держание, совокупность имущества, передаваемого держателю за уплату оброка, чаще всего называемого цензом, и за отработку на резерве, аналог барщины. Пропорциональное отношение между резервом и держанием различалось в зависимости от региона и исторического периода.
Большинство земельных сеньорий было расположено в сельской местности, но также встречались и сеньории в городах, как правило, находившихся в руках церковных сеньоров. Такие сеньории труднее исследовать чем сельские сеньории в силу их большого взаимного переплетения. В Париже, к примеру, существовали сеньория Нотр-Дам, сеньория аббатства Сен-Жермен-де-Пре, сеньория Тампля и др.
Размер территории сеньории различался весьма существенно; некоторые сеньории состояли из единственного хутора, другие сеньории представляли собой крупный регион. Долгое время сеньория должна была обязательно иметь укреплённый замок, который являлся её центром управления и наиболее значимым символом. На самом деле множество сеньорий, особенно городских, никогда не имели своего замка. И наоборот, на землях одной сеньории могли находиться несколько замков. В том случае, когда сеньор проживал на территории своей сеньории, его жилище выполняло как минимум символическое значение, демонстрируя власть сеньора над «его» людьми. В современную эпоху некоторые сооружения, служившие прежде жилищем сеньора, стали флюгерами или голубятнями.

### Баналитетная сеньория
Баналитетная сеньория характеризуется осуществлением исключительных прав общественного свойства над подчинёнными вассалами данной сеньории. Такое право юрисдикции сеньора (или бан) в большинстве случаев было властью принуждения и поэтому обеспечивало сеньору доходы, превышающие доходы от земельной сеньории. Баналитет распространился почти по всей территории Западной Европы начиная со второй половины XI века. Баналитет отличался значительной службой и тяжёлым оброком, структура и значимость которых варьировалась в зависимости от региона и исторической эпохи. К примеру, существовали воинская повинность, по которой вассал обязан участвовать во всех военных походах сеньора, дорожная пошлина, собиравшаяся за провоз товаров, налог на наследство или на управление сельскохозяйственными объектами, в числе которых был виноградный пресс, мельница или печь. Отправление правосудия сеньором, вероятно, было важнейшей особенностью баналитетной сеньории, но уже в эпоху средневековья королевская власть стремилась ограничить это право сеньора.
Баналитетная сеньория редко встречалась в городах, поскольку сосуществование рядом нескольких сеньорий не шло на пользу их сеньорам по причине того, что подданные ловко играли на интересах сеньоров-соседей. В связи с этим в городах распространялся общинный (коммуна) институт, формируемый жителями города, что сопровождалось отменой баналитета путём выкупа прав у сеньора.
Баналитетную сеньорию, как и земельную, можно было дробить путём наследования или передачи права. В результате такого дробления имелась возможность уступать только некоторые из прав и повинностей баналитетной сеньории, что крайне усложняло структуру владения сеньорией. Такие совместные сеньории получили распространение особенно на юге Франции, но встречались и в других регионах.